# ورق إلكتروني

كيفية دمج الألوان على تقنية الورق الإلكتروني بإضافة غشاء النموذج اللوني أحمر أخضر أزرق رقيق على السطح

الورق الإلكتروني (بالإنجليزية: Electronic paper)‏ وتختصر (e-paper)، وأحيانًا يطلق عليها اسم الحبر الإلكتروني (بالإنجليزية: electronic ink)‏وتختصر (e-ink)، وهي أحد أنواع أجهزة العرض التي تحاكي ظهور الحبر العادي على الورق. وعلى عكس الشاشات المسطحة ذات الخلفية التقليدية التي تنبعث منها الإضاءة، فإن شاشات الورق الإلكتروني تعكس الضوء مثل الورق، مما يجعلها أكثر راحة عند القراءة، وتوفر زاوية عرض أوسع من معظم شاشات العرض الباعثة للضوء. إن نسبة التباين في شاشات العرض الإلكترونية الموجودة منذ عام 2008 قريبة من الصحف الأخبارية، وشاشات العرض الجديدة (2008) المطورة أفضل قليلاً. يمكن القراءة من شاشات الورق الإلكتروني المثالي تحت أشعة الشمس المباشرة دون التأثير على ظهور الصورة.

كما يعرف تقنياً على أنه التحكم بترتيب حبيبات مغناطيسية بدرجات لونية بين الأبيض والأسود على سطح أملس عن طريق التيار الكهربائي بحيث يمكن التحكم من رسم المعلومات على ذلك السطح بالتحكم بمرور التيار الكهربائي على مكان معين أو حبيبة معينة (التيار الكهربائي ينتج مجال مغناطيسي يؤثر على ترتيب ووضوح الحبيبات المغناطيسية).

تأثير الأقطاب الكهربائية على ظهور أو عدم ظهور الحبيبات المغناطيسية على سطح الورق الإلكتروني

.

## نبذة
يعتبر مستقبل شاشات العرض التي تعتمد الورق الإلكتروني مشرق من عدة اتجاهات. أولاً استخدامها القليل للطاقة الكهربائية. ثانياً مرونتها بحيث يمكن صناعتها من البلاستيك المرن بحيث تستخدم الشاشة كالورق التقليدي وثالثاً عدم حاجتها لإضائة خلفية بمقارنتها مع شاشات العرض التي تحتاج إضائة.

## المميزات
- مريحة وصحية للعين: تمنع إجهاد العين, لأنه لا حاجه لأي نور خلفي (بالإنجليزية: Backlight)‏ يضيء سطح الشاشة، فتصبح كأي ورقة في كتاب.
- موفرة للطاقة: متى ما تم عرض أو رسم المعلومات باستخدام الورق الإلكتروني فإن تلك المعلومات تظل مرسومة بدون أي حاجة للطاقة ما لم يوثر عليها مجال مغناطيسي آخر. أي أن تقنية الورق الإلكتروني لا تحتاج للطاقة إلا في حالة رسم المعلومات.
- مرنة: يمكن إنتاجها بمواد بلاستيكية وبأحجام مختلفة وبسُمك صغير للغاية يجعلها مرنة ومفيدة للعديد من الاستخدامات.
- خفيفة: وذلك مقارنة بالأجهزة اللوحية.

## السلبيات
مقارنةً مع تقنيات شاشات العرض الأخرى مثل صمام ثنائي عضوي باعث للضوء وشاشة الكرستال السائل يعتبر الورق الإلكتروني في آخر الركب، فالتطورات في مجال الورق الإكتروني على قدم وساق ولكنها في بدايتها.
- السعر الباهظ مقارنة بالجودة.
- دقة شاشة العرض.
- الألوان، وقد بدأت حالياً تقنية الورق الإلكتروني الملون.
- بطئ العرض والتقليب بين الواجهات وصفحات الكتب.
- لا يوجد دعم لأكثر اللغات حالياً في معظم الأجهزة.

## الاستخدامات
1. قارئ الكتاب الالكتروني
2. مجلات ذات ورق إلكتروني
3. اللوحات الإعلانية الكبيرة